# Amadotrogus
Amadotrogus es un género de coleóptero de la familia Scarabaeidae.

## Especies
- Amadotrogus grassii (Mainardi, 1902)
- Amadotrogus insubricus (Burmeister, 1855)
- Amadotrogus oertzeni (Brenske, 1886)
- Amadotrogus patruelis (Reiche, 1862)
- Amadotrogus quercanus (Burmeister, 1855)
- Amadotrogus tarsalis (Reiche, 1862)
- Amadotrogus truncatus (Brenske, 1886)[2]
- Amadotrogus vicinus (Mulsant, 1842)